# Złożenie do grobu (obraz Rogiera van der Weydena)
Złożenie do grobu – obraz olejny niderlandzkiego malarza Rogiera van der Weydena, datowany na ok. 1450, znajdujący się w Galerii Uffizi we Florencji.

## Opis
Obraz został wykonany na zlecenie Cosimo de' Medici. Przez wiele lat znajdował się w medycejskiej willi w Careggi. Scena przedstawia złożenie do grobu Chrystusa, motyw zaczerpnięty z ewangelii kanonicznych. Tradycyjnie świadkami wydarzenia jest Maria, ukazana przez malarza z lewej strony w białej chuście na głowie, św. Jan Apostoł z prawej strony, całujący dłoń Jezusa. U stóp zmarłego klęczy w białej szacie Maria Magdalena. Ciało Chrystusa podtrzymywane jest przez św. Nikodema i właściciela grobu Józefa z Arymatei. Weyden, malując dzieło podczas swojego pobytu we Włoszech, połączył dwa style, włoskiego quattrocenta – widoczny w podobieństwach do wcześniejszej predelli Fra Angelica (znajdującej się w Starej Pinakotece w Monachium) i północnoalpejskiego – którego cech można doszukać się w szczegółowo przedstawionych, otaczających przedmiotach, elementach przyrody i krajobrazu widocznego w górnej części dzieła
Istnieją przypuszczenia iż Złożenie do grobu stanowiło korpus retabulum ołtarzowego w formie poliptyku, którego zleceniodawcą był Leonello d'Este, książę Ferrary, który mógł spotkać się z artystą, który w 1450 roku miał odbyć pielgrzymkę do Rzymu. Istnieje jednak inne domniemanie, iż zleceniodawcą mogli być florenccy Medyceusze, którzy około 1450 roku mieli zamówić dzieło dla ich rezydencji w Careggi koło stolicy Toskanii. Tym bardziej, iż wówczas mogło dojść do kontaktu van der Weydena z Fra Angelico, który w 1443 roku namalował dla florenckiego konwentu Św. Marka ołtarz z predellą ze sceną Złożenia do Grobu, która pod względem ikonograficznym i kompozycyjnym jest podobna do późniejszego dzieła artysty z Tournai. Mimo różnic, podobieństwa dostrzegalne są w dynamicznym układzie ciała Chrystusa, gestach Marii i św. Jana, którzy adorują martwego Zbawiciela, a także w aranżacji scenerii krajobrazowej, czego przykładem jest skalista grota z szerokim prostokątnym wejściem. Istnieje jednak wiele różnic (głównie w dynamice zarówno kompozycji jak postaci), które przemawiają za tym iż zaznajomiony z twórczością Fra Angelico zleceniodawca ustalił ogólną koncepcję obrazu.
Dla Medyceuszy Rogier van der Weyden namalował również przechowywany dziś w Städelsches Kunstinstitut we Frankfurcie nad Menem obraz z Madonną z Dzieciątkiem i świętymi Piotrem, Janem Ewangelistą oraz Kosmą i Damianem – patronami florenckiego rodu.